# Demonax fungongensis
Demonax fungongensis är en skalbaggsart som beskrevs av Guo och Chen 2005. Demonax fungongensis ingår i släktet Demonax och familjen långhorningar. Inga underarter finns listade i Catalogue of Life.